# Carl Gustaf Gyllencreutz
Carl Gustaf Gyllencreutz, (uttalas [gyllenkröjts]) född 1637, död 1720, var en svensk ämbetsman. Adliga ätten nr 54.
Efter en tids diplomattjänst blev Gyllencreutz 1674 kommissarie i reduktionskollegium och häradshövding och 1692–1719 lagman i Upplands lagsaga. Var på förslag att utses till greve men avstod. 1719 erhöll han avsked med landshövdings titel. Vid 1682 års riksdag inlämnade Gyllencreutz ett memorial mot enväldet, vilket ådrog honom Karl XI:s onåd, vid 1713 års riksdag tillhörde han oppositionen och deltog sedan i utarbetandet av det författningsförslag, som blev grundvalen för 1719 års regeringsform. Vid 1719 års riksdag var Gyllencreutz medlem av kommissionen över Georg Heinrich von Görtz och uppfördes på riksrådsförslag.
Han var far till Johan Gyllencreutz.